# 国字標準字体
国字標準字体（こくじひょうじゅんじたい）は、中華民国教育部が1982年に頒布した常用国字標準字体表および次常用国字標準字体表で規定される国字（漢字）の標準字体。最新版は1998年の改定による。台湾における繁体字中国語の規範であり、公文書や国民中学・国民小学の教科書はこの字体を使用して印刷される。

## 歴史
教育部は、漢字の標準化政策を推進するため1973年に漢字の整理作業に着手し、1982年に「常用国字標準字体表」（4808字）、「次常用国字標準字体表」（6341字）の頒布に至った。その後1998年まで数度の部分修正が行われている。1995年の常用国字標準字体筆順手冊により、漢字の標準的な筆順が定められた。
国民中学・国民小学の教科書は全て国字標準字体により印刷されている。印刷業界・情報処理業界への普及を進めるため、「常用」と「次常用」に含まれる漢字について楷書、明朝体、ゴシック体、隷書の4書体の標準字体に則ったデザインを示す「国字標準字体母稿」を制作することが決定された。1991年教育部はダイナラブ（現ダイナコムウェア）に4書体の制作を委託した。

## 使用状況
現在新聞では国語日報だけが国字標準字体を用いて印刷している。中国時報は見出しを除く本文書体にのみ国字標準字体を使用している。以前は聯合報も国字標準字体を採用していたが、2003年の紙面リニューアルに伴い、標準字体に合致しない書体を使用するようになった。

### コンピュータフォント

Windows XP向け新細明體の更新前後で字形を比較した図。上はバージョン3.21までのもの、下は国字標準字体に準拠したバージョン5.03以降のもの。

コンピュータフォントのメーカーに対して標準字体に準拠することを義務づけていないため、市販されるフォントの大半は標準字体に準拠していない。標準字体による市販フォントは、書体名などでその旨を特に謳っていることが多い。
2005年ごろから、オペレーティングシステムのデフォルト・附属フォントに標準字体に準拠する動きがあり、有力企業の配布するオープンソースフォントにも国字標準字体に沿ったものが現れた。学術論文、公文書は国字標準字体準拠の楷書体・標楷體で印刷する習慣ができた。これにより次第に標準化が進行しているとも言えよう。
Microsoft Windowsに標準インストールされる繁体字中国語フォントでは、細明朝体に当たる「新細明體・細明體」(PMingLiU, MingLiU) バージョン5.03以降と楷書体「標楷體」(DFKai-SB) のほか、Windows Vistaから採用されたゴシック体に当たる「微軟正黑體」 (Microsoft JhengHei) が国字標準字体に準拠する。
AppleのOSでは、Classic Mac OS時代のChinese Language Kit 2.0やMac OS 9各言語版、Mac OS X v10.2以降のmacOSでは「標楷體」(BiauKai) を使用することができる。OS X El Capitan以降のmacOSとiOS 9以降にはゴシック体に当たる「蘋方-繁」(PingFang TC) が附属し、繁体字中国語の標準フォントとなった。蘋方-繁は国字標準字体に準拠したデザインとなっている。Microsoft Office for Macには「新細明體・細明體」(PMingLiU, MingLiU) 、「微軟正黑體」 (Microsoft JhengHei) が含まれる。
AdobeがGoogleなどと共同開発したオープンソースフォントの繁体字は、国字標準字体に対応している。ゴシック体に当たる「思源黑體」(Source Han Sans TC) と明朝体に当たる「思源宋體」(Source Han Serif TC) の2ファミリーがある。
中華民国教育部はウェブサイトを通じて、明朝体に当たる「教育部標準宋體字形檔」と楷書体フォント「教育部標準楷書字形檔」をクリエイティブ・コモンズ「表示-改変禁止 3.0」ライセンスで配布している。
このほか、台湾のフォントメーカーダイナコムウェアは「華康標楷體」「華康標宋體」「金剛黑體」を販売し、同じくアーフィック（文鼎科技、Arphic Technology）は「文鼎標準楷體」「文鼎標準宋體」両ファミリーを販売している。日本のSCREENグラフィックソリューションズは2017年10月に「ヒラギノ角ゴ 繁體中文」ファミリーを発売、同じくモリサワは2019年1月に「UD新ゴ 繁体字 標準字体」ファミリーを発売・配信した。

## 特徴
国字標準字体制定時、繁体字の書写体を基礎に制定され、字源を重視した内容となった。そのため筆画に関する厳格な規定が生じ、例を挙げれば「又」は二画目が必ず上に接触することを求め、「ㄡ」形状は規格外とされた。一般に混用される部首、「夂」「夊」「攵」や、「月」と「⺼（肉月）」などにも厳格な区分を求められている。

### 原則
- 複数の字体を有し音義に区別がない場合、一字を正体と定める。
  - 最も通用するものを採用。例）「才」を正字とし、「纔」はとらない。
  - 本義を優先。例）「腳」を正字とし、「脚」はとらない。
  - 複数の字体が本義に合致する場合は、筆画の少ないものを優先。例）「舉」を正字とし、「擧」はとらない。
  - 上記原則以外を採用する場合はその理由を明記。例）「麪」は「麵」より筆画が少ないが、「丏」は「丐」と混同しやすいので「麵」を採用。
- 複数の字体が存在し、古くは同じ意味で今は意味が異なる字は両方ともとる。例）「間」と「閒」。
- 複数の字体が存在し、古くは意味が違い今は意味が同じ字も両方ともとる。例）「證」と「証」。
- 偏旁の異体字は造字の原則を採用。例）「吞」を正字とし、「呑」はとらない。
- 偏旁で古くは別字、現在は同一の字体は区別。例）「月」と「⺼（肉月）」。
- その他混同する可能性のあるものは、あらかじめ区別を明記

## 反対意見
国字標準字体は厳格な筆画規則を定め、仔細な字源考証を行っている。しかし一般に行われている書き方と合致しないことも多い。例を挙げれば「內」は字典では古来「入部」に分類されてきたが、書道史では（日本の「現代の通用字体」と同様）「内」と書かれており、王羲之の文字を含めて異体字とすることに対しては、習慣を優先すべきと考える人々がおり、議論がある。
このほか、過度に厳格な筆画規則は、書道で美観を優先するために行われる筆順の変更を「間違った書き方」にしてしまう。

## 影響
国字標準字体は強制力がないため、完全に正確な国字標準字体に基づいた漢字を書ける台湾市民は多くない。しかし長年にわたり使用されたことで、文字の基本構造は画一化が進行した。標準字体と大きく異なる異体字、例えば以前よく見られた「麪」「着」などは、正字とされた「麵」「著」に置き換えられたため、ほぼ目にすることがなくなっている。